# ONF
ONF (Koreaans: 온앤오프, uitgesproken als On and Off, staat voor On N Off) is een jongensgroep uit Zuid-Korea gevormd door WM Entertainment in 2017. ONF bestaat momenteel uit van zes leden, namelijk Hyojin, E-tion, J-Us, Wyatt, MK, en U. Laun heeft zich in augustus 2019 om persoonlijke redenen uit de groep teruggetrokken. ONF maakte zijn debuut op het M Countdown-evenement met het nummer ON/OFF op 3 augustus 2017.

## Leden
- Hyojin
- E-tion
- J-us
- Wyatt
- MK
- U

### Oud-leden
- Laun

- MusicBrainz: 407edcfa-cc74-40ca-bece-8e98f8fb0deb